# ひぐらしのなく頃に 皿回し編
ひぐらしのなく頃に 皿回し編（ひぐらしのなくころに さらまわしへん）は、アニメイトTVで、毎月、第1火曜日、および、第3火曜日（2007年8月～2007年9月は木曜日）に配信されていたインターネットラジオの番組である。2007年8月3日、『ひぐらしのなく頃に 猿回し編』からリニューアルされて始まり、2008年1月23日に終了した。後続番組は『ひぐらしのなく頃に 皆回し編』。

## パーソナリティ
- 中原麻衣（竜宮レナ役）
- 雪野五月（園崎魅音役）

## 配信の概要
- 配信期間：2007年8月3日～2008年1月23日
- 配信日時：第1火曜日・第3火曜日（毎月）

## 番組のコーナー
- 雛見沢通信
- ザ・部活!
- かけらさがし
- エンジェルモートへようこそ!

## 各回の概要
- 第1回
  - タイトル：「前触れもなく?リニューアル☆皿回し編、始まりますよ!」
  - ゲスト：なし
- 第2回
  - タイトル：「夏は受験の天王山!ストレス解消にはラジオを聴きましょう!?」
  - ゲスト：なし
- 第3回
  - タイトル：「もう一度やり直します?初心に戻って回します!」
  - ゲスト：なし
- 第4回
  - タイトル：「連休です!…でもそんなの関係ねえ!?」
  - ゲスト：なし
- 第5回
  - タイトル：「ラニーニャだにゃー?それ説明になってない!」
  - ゲスト：なし
- 第6回
  - タイトル：「トリックオアトリート!ドキドキの季節です」
  - ゲスト：なし
- 第7回
  - タイトル：「M?S?……嘘だっ!小野大輔さん登場!」
  - ゲスト：小野大輔（赤坂衛役）
- 第8回
  - タイトル：「カレーなる生活?酒は飲んでも飲まれずに★」
  - ゲスト：小野大輔（赤坂衛役）
- 第9回
  - タイトル：「まさか鷹野が!?女三人ノンストップトーク!」
  - ゲスト：伊藤美紀（鷹野三四役）
- 第10回
  - タイトル：「クリスマスなんて○○だ!」
  - ゲスト：伊藤美紀（鷹野三四役）
- 第11回
  - タイトル：「今年はあと何日?ゆっくり行きましょうね」
  - ゲスト：なし
- 第12回
  - タイトル：「最終回★今振り返るひぐらしの軌跡!」
  - ゲスト：なし